# Libertad (pel·lícula)
Libertad és una pel·lícula espanyola de 2021 dirigida per Clara Roquet i protagonitzada per Maria Morera i Nicolle García, que va ser seleccionada en la Setmana de la Crítica de Canes i que va inaugurar la Setmana Internacional de Cinema de Valladolid. Es va estrenar el 22 de novembre de 2021. Gravada originalment en castellà, s'ha doblat al català per a 3Cat mantenint alguns diàlegs en castellà.

## Sinopsi
La família Vidal passa a la seva casa d'estiu les últimes vacances de l'àvia Ángela, que sofreix Alzheimer avançat. Per primera vegada en la seva vida, Nora, de 14 anys, sent que no troba el seu lloc: els jocs de nens li semblen ridículs i les converses dels adults encara li van grans. Però tot canvia amb l'arribada de la Libertad, de 15 anys i filla de Rosana, la dona colombiana que cuida a Ángela. Rebel i magnètica, la Libertad es converteix en la porta d'entrada a un estiu diferent per a Nora, i les dues noies ràpidament forgen una amistat intensa i desigual. Juntes surten de la bombolla de protecció i confort que suposa la casa familiar, descobrint un món nou en el qual Nora se sent més lliure que mai.

## Repartiment
- Maria Morera com a Nora
- Nicolle García com a Libertad
- Vicky Peña com a Ángela
- Nora Navas com a Teresa
- Carol Hurtado com a Rosana
- Carlos Alcaide com a Manuel
- María Rodríguez Soto com a Isa
- David Selvas com a Santi
- Óscar Muñoz com a Ricardo
- Sergi Torrecilla com a Toni
- Mathilde Legrand com a Julie

## Producció
Libertad (opera prima de Clara Roquet i el seu llargmetratge de debut) és una coproducció conjunta Espanya-Bèlgica i va ser produïda per Lastor Media i Avalon PC al costat de Bulletproof Cupid amb el suport de MEDIA, ICAA, ICEC, Eurimages, RTVE, TV3, Movistar+ i Catalan Films.
Filmada a Catalunya l'estiu del 2019, ha estat rodada a Barcelona, Blanes, Garraf, Lloret de Mar i Sant Andreu de Llavaneres.

## Estrena
La pel·lícula es va estrenar en la 60a Setmana Internacional de la Crítica de Canes el 8 de juliol de 2021. També es va projectar com a pel·lícula inaugural de la 66a Setmana Internacional de Cinema de Valladolid (Seminci) el 23 d'octubre de 2021. Co-distributed by Avalon and Elastica, es va estrenar en cinemes a Espanya el 19 de novembre de 2021.

## Recepció
Eulàlia Iglesias de Fotogramas ha donat a Libertad 4 de 5 estrelles, considerant que és "una pel·lícula debut que treu a la superfície amb una subtilesa notable una desigualtat quotidiana". Va destacar María Morera i Nicolle García, mentre que negativament va assenyalar que es veia forçada l'elecció de personatges que parlen exclusivament en castellà.
Beatriz Martínez d'El Periódico de Catalunya va donar a la pel·lícula 4 de 5 estrelles, presentant-la com "una història perfectament teixida sobre les diferències de classe, les desigualtats, les relacions mare-fill, l'amistat entre els adolescents i l'anhel juvenil de descobrir el món".
Philippe Engel de Cinemanía li va donar 4½ sobre 5 estrelles, tenint en compte que Roquet "construeix un muntatge visual i sonor prodigiós".
Anton Merikaetxebarria d' El Correo ha donat a la pel·lícula 2 sobre 3 estrelles, considerant que el director resol la història de la majoria d'edat subjacent amb la "sensibilitat i bon gust" requerits.
La ressenya de J. Picatoste Verdejo per Mondo Sonoro li va donar 8 de 10 punts; van presentar Libertad com una pel·lícula sobre afectes oblics, tenint en compte, tanmateix, que l'entrellat d'afectes no corresposts exposat a la trama es presenta en un equilibri mesurat.
Wendy Ide de ScreenDaily va escriure que la "realització cinematogràfica de Roquet és lleugera de tacte i instintivament perceptiva, perfeccionant-se en els petits detalls que són magnificayd a través de la lent de l'adolescència", comparant el seu ofici amb el de Céline Sciamma i Lucrecia Martel.

## Premis i nominacions
| Any  | Premi                  | Categoria                                        | Nominat                                          | Resultat   | Ref    |
| ---- | ---------------------- | ------------------------------------------------ | ------------------------------------------------ | ---------- | ------ |
| 2022 | IX Premis Feroz        | Millor pel·lícula dramàtica                      | Millor pel·lícula dramàtica                      | Nominat    | [ 18 ] |
| 2022 | IX Premis Feroz        | Millor direcció                                  | Clara Roquet                                     | Nominat    | [ 18 ] |
| 2022 | IX Premis Feroz        | Millor guió                                      | Clara Roquet                                     | Nominat    | [ 18 ] |
| 2022 | IX Premis Feroz        | Millor cartell                                   | Jordi Trilla                                     | Nominat    | [ 18 ] |
| 2022 | 77nes Medalles del CEC | Millor pel·lícula                                | Millor pel·lícula                                | Nominat    | [ 19 ] |
| 2022 | 77nes Medalles del CEC | Millor director novell                           | Clara Roquet                                     | Nominat    | [ 19 ] |
| 2022 | 77nes Medalles del CEC | Millor actriu secundària                         | Nora Navas                                       | Guanyador  | [ 19 ] |
| 2022 | 77nes Medalles del CEC | Millor actriu revelació                          | Nicolle García                                   | Nominat    | [ 19 ] |
| 2022 | 77nes Medalles del CEC | Millor fotografia                                | Gris Jordana                                     | Nominat    | [ 19 ] |
| 2022 | XXXVI Premis Goya      | Millor pel·lícula                                | Millor pel·lícula                                | Nominat    | [ 20 ] |
| 2022 | XXXVI Premis Goya      | Millor direcció novell                           | Clara Roquet                                     | Guanyador  | [ 20 ] |
| 2022 | XXXVI Premis Goya      | Millor guió original                             | Clara Roquet                                     | Nominat    | [ 20 ] |
| 2022 | XXXVI Premis Goya      | Millor actriu secundària                         | Nora Navas                                       | Guanyador  | [ 20 ] |
| 2022 | XXXVI Premis Goya      | Millor actriu revelació                          | Nicolle García                                   | Nominat    | [ 20 ] |
| 2022 | XXXVI Premis Goya      | Millor fotografia                                | Gris Jordana                                     | Nominat    | [ 20 ] |
| 2022 | Premis Gaudí de 2022   | Millor pel·lícula en llengua no catalana         | Millor pel·lícula en llengua no catalana         | Guanyadora | [ 21 ] |
| 2022 | Premis Gaudí de 2022   | Millor direcció                                  | Clara Roquet                                     | Nominada   | [ 21 ] |
| 2022 | Premis Gaudí de 2022   | Millor guió                                      | Cara Roquet                                      | Guanyadora | [ 21 ] |
| 2022 | Premis Gaudí de 2022   | Millor protagonista femenina                     | Maria Morera                                     | Guanyadora | [ 21 ] |
| 2022 | Premis Gaudí de 2022   | Millor direcció artística                        | Marta Bazaco                                     | Nominada   | [ 21 ] |
| 2022 | Premis Gaudí de 2022   | Millor muntatge                                  | Ana Pfaff                                        | Nominada   | [ 21 ] |
| 2022 | Premis Gaudí de 2022   | Millor actriu secundària                         | Nora Navas                                       | Nominada   | [ 21 ] |
| 2022 | Premis Gaudí de 2022   | Millor actriu secundària                         | Vicky Peña                                       | Nominada   | [ 21 ] |
| 2022 | Premis Gaudí de 2022   | Millor música original                           | Paul Tyan                                        | Nominat    | [ 21 ] |
| 2022 | Premis Gaudí de 2022   | Millor fotografia                                | Gris Jordana                                     | Guanyadora | [ 21 ] |
| 2022 | Premis Gaudí de 2022   | Millor maquillatge i perruqueria                 | Barbara Broucke, Jesús Martos                    | Nominats   | [ 21 ] |
| 2022 | Premis Gaudí de 2022   | Premi especial del públic a la millor pel·lícula | Premi especial del públic a la millor pel·lícula | Nominat    | [ 21 ] |